# Pumpkinhead 3: Porból porrá
A Pumpkinhead 3: Porból porrá a Pumpkinhead-sorozat harmadik része. Ezen kívül még egy folytatás készült. A filmet teljes egészében Romániában vették fel.

## Történet
Húsz éve, hogy Ed Harley megidézte Pumpkinheadet, a bosszú démonát. Amikor az egyik déli kisváros lakói megtudják, hogy a helyi orvos a szeretteik testrészeivel kereskedik, hihetetlen haragra gerjednek. Úgy döntenek, hogy elmennek az erdő szélén lakó boszorkányhoz, Haggishez, hogy segítsen. A boszorkány megidézi Ed Harley maradványaiból a démont, aki a korábbiaknál sokkal nagyobb, és mérgesebb.

## Szereplők/Szinkronlista
- Doug Bradley – Bezerédi Zoltán
- Douglas Roberts – Schneider Zoltán
- Tess Panzer – Peller Anna
- és Lance Henriksen – Szersén Gyula